# Tallinn Purikad
Tallinn Purikad je hokejový klub z Tallinnu, který hraje Estonskou hokejovou ligu. Klub byl založen v roce 2002. Klub zanikl v roce 2010, ale v roce 2011 byl znovu obnoven. Domovským stadionem byl Premia jäähall.